# Borkowice (województwo łódzkie)
Borkowice – wieś w Polsce położona w województwie łódzkim, w powiecie pabianickim, w gminie Dłutów.
W latach 1975–1998 miejscowość administracyjnie należała do województwa piotrkowskiego.